# DARE
DARE (Delft Aerospace Rocket Engineering) — студенческая ассоциация из Делфтского технологического университета, состоящая из более 100 участников и занимающаяся некоммерческим развитием технологий.
Все разработки, от двигателей до электронных установок, осуществляются участниками ассоциации. 

## История
DARE была учреждена в 2001 году шестью студентами в рамках студенческой ассоциации VSV Leonardo da Vinci на факультете аэрокосмической инженерии в университете Делфта. 
Около 70 % команды составляют студенты местного факультета аэрокосмической инженерии, которых дополняют студенты остальных факультетов Делфтского технологического университета. 
DARE также включает большое число иностранных студентов, а более половины команды состоит из иностранцев.
Количество участников разрослось до 150 в 2018 году. 
DARE является одной из университетских Dreamteams, задачей которых является разработка новых технологий в разных областях, связанных с инженерией. 
За годы функционирования DARE прогрессировало во всех троих двигательных технологиях — жидкой, твердо-топливной и гибридной системах, публикуя множество исследовательских работ. 
В 2009 DARE запустила Stratos I, которая побила европейский рекорд высоты среди любительских ракет, достигнув 12,5 км. 
Вскоре была начата разработка гибридного двигателя, которая привела к 8 кН DHX-200 Aurora; этот двигатель был использован в ракете Stratos II, которая также побила европейский рекорд высоты осенью 2015 года. 
Три года спустя новый флагман Stratos III был запущен, однако ракета взорвалась через 20 секунд после начала полёта. 

## Направления деятельности
Флагманским проектом является серия ракет Stratos. Проект включает ракету Stratos I, которая была запущена в 2009 и побила европейский рекорд высоты среди любительских ракет, достигнув 12,5 км.  

Её развитием стала ракета Stratos II+, которая, после неудачной попытки запуска в 2014 году, была запущена 16 октября 2015 года, достbuyed 21,5 км и вновь устанавив европейский рекорд. 

Летом 2018 года команда запустила ракету Stratos III, которая взорвалась через 20 секунд после начала полёта.  

С осени 2018 года DARE разрабатывает модифицированную версию Stratos III под названием Stratos IV, запуск которой планируется в 2019 году.
Несмотря на то, что DARE для безопасности взаимодействует с военными, при запусках ракет — технологии, разрабатываемые в ассоциации, не имеют никакого военного применения. 

## Проекты
DARE включает команды, разрабатывающие ракетные технологии, контролирующие логистические и спонсорские вопросы.

### Твердо-топливные двигатели
Большинство ракет в DARE работают на основе твердо-топливных двигателей, разрабатываемых командой Solid Six под присмотром Комитета Безопасности. В качестве топлива используются два типа: смесь сорбитола и нитрата калия, известная как «ракетная конфета», а также смесь нитрата аммония и алюминия, известная как Alan-7. Тяга разрабатываемых двигателей варьируется от 300 Н до 7000 Н.

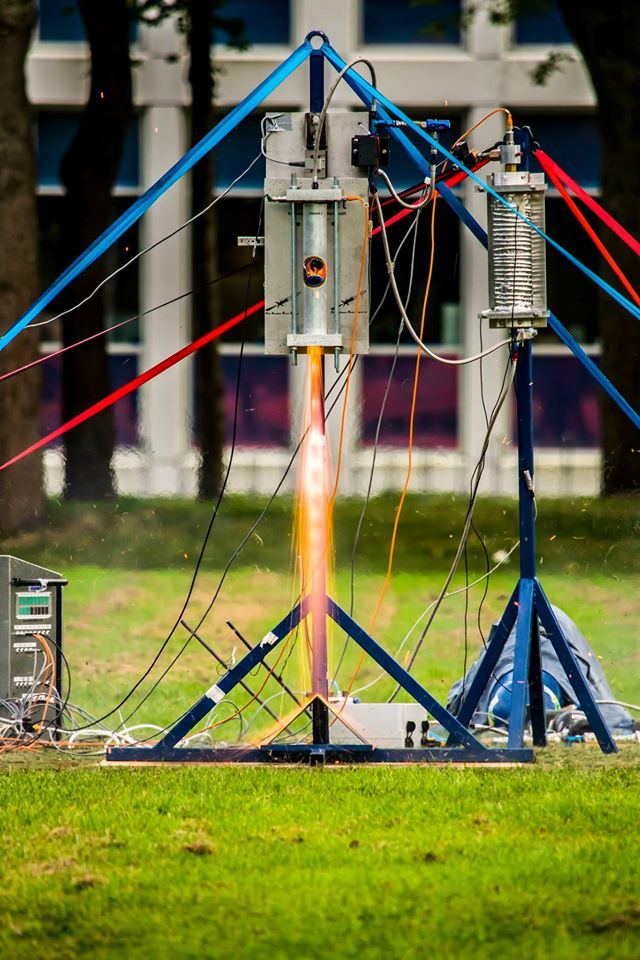
Тест гибридного двигателя Phoenix в DARE

### Гибридные двигатели
После запуска Stratos I DARE начала разработку гибридных двигателей. После серии теоретических и лабораторных тестов (от 500 до 1100 Н) набранный опыт позволил команде разработать оптимальную конфигурацию и топливо. В качестве топлива используется микстура сорбитола, парафина и алюминия, вместе с оксидом азота в качестве окислителя. Работа над этим привела к нескольким публикациям в American Institute of Aeronautics and Astronautics. Различные версии этого двигателя используются в Stratos II+ and III.

### Жидкостные ракетные двигатели
Несмотря на развитую технологию гибридных двигателей, по логистическим и производственным причинам DARE не может создать версии больших размеров. По этой причине DARE начала работу с двигателями на жидком топливе (используя этанол и жидкий кислород). В будущем эти двигатели будут использованы в новейших версиях Stratos.

### Система активного контроля
Все ракеты DARE являются пассивно стабильными, что ограничивает высоту полёта по причине высоких ветров. Для исправления этого DARE организовала группу, отвечающую за разработку активной стабилизационной системы для последующих запусков.

### Электроника
Все электронные системы, используемые при запусках ракет DARE, сделаны лично членами организации. Главными сферами их использования являются контроль двигателей, передача данных при запуске и выпуск парашютов.

### SRP (Small Rocket Project)
The Small Rocket Project (известный в местных кругах как «турнир разбитых яиц») — программа DARE, обучающая первокурсников и других заинтересованных основам ракетостроения. Целью проекта является запуск маленькой ракеты с яйцом на борту на высоту 1 км и возвращение яйца обратно на землю не разбив его. Для этого проект включает в себя лекции по основам ракетостроения и дизайну парашютов, преподаваемые более опытными членами DARE. Группы участников получают большую свободу в дизайне ракеты, однако должны пройти тест по безопасности перед запуском, проводимым на военной базе на территории Нидерландов.

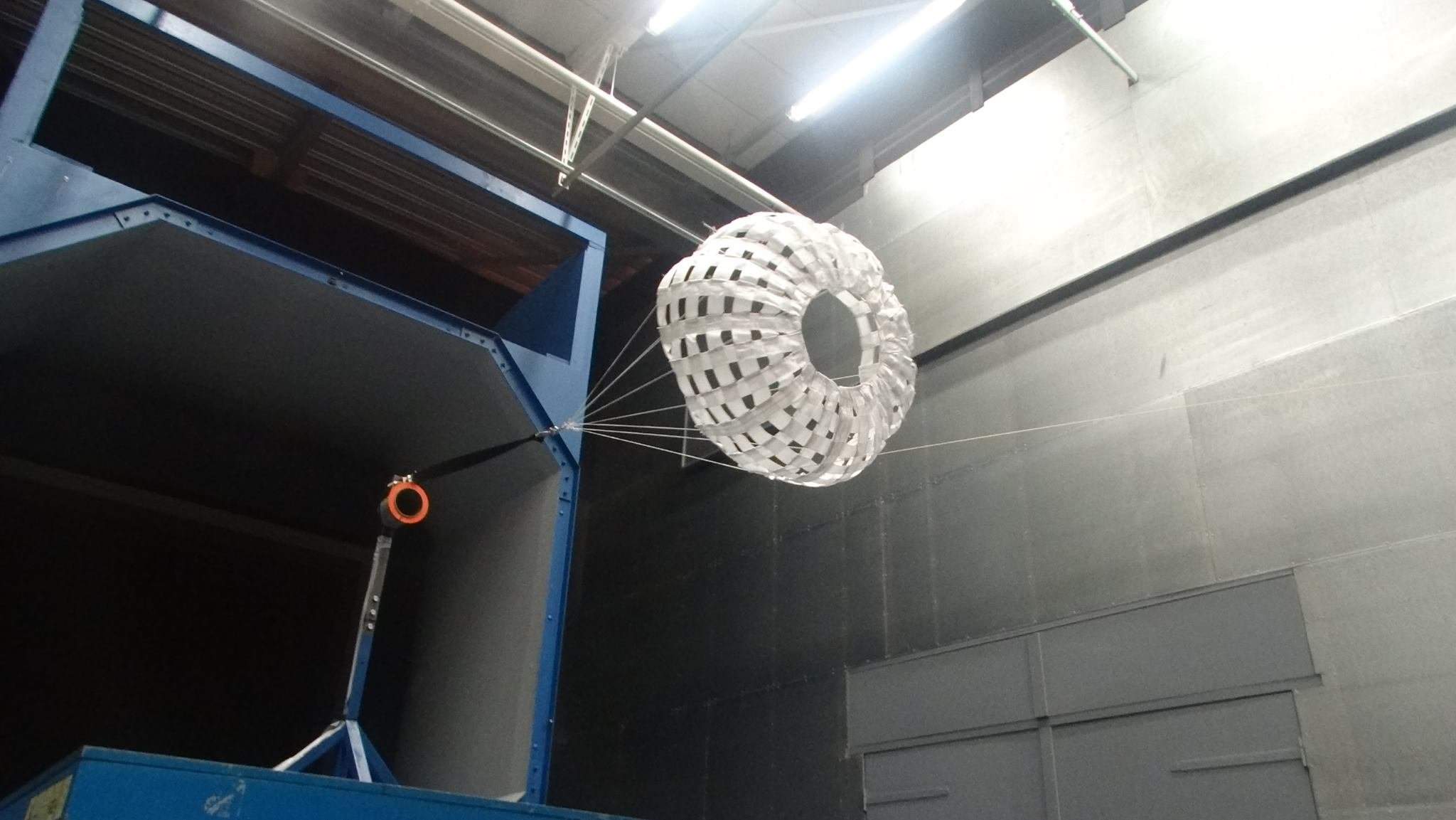
Тестирование парашюта в лаборатории Open Jet Facility в TU Delft

### Cansat
DARE также активно принимает участие при запуске голландского проекта CanSat. В частности, DARE разрабатывает и запускает ракеты-носители Cansat. Действующая, седьмая версия ракеты под названием CSL сделана полностью из алюминия и при помощи твердо-топливного двигателя выводит до шести установок Cansat одновременно на высоту километра. CSL также применяется для тестирования новейших разработок DARE.

### Aether
В 2015 году был запущен проект Aether, главной задачей которого является демонстрация новых технологий DARE. Проект включает:
- Активную стабилизационную систему для сверхзвукового полёта.
- твердотопливный двигатель на 7 кН;
- баллистическую систему выпуска парашютов.

### Департамент безопасности
Департамент безопасности не занимается исследованием ракет, однако состоит из опытных членов организации, которые прошли более одного года тренировок и обучений. Этот департамент проводит тесты установок, проверяет ракеты перед запуском, а также занимается любой другой деятельностью, связанной с безопасностью внутри DARE.

## Stratos

### Stratos I
Stratos I установил рекорд по высоте студенческих ракет, достигнув высоту 12,5 км. Ракета была запущена из комплекса Esrange в Швеции в 2009 году. Несмотря на удачный запуск твердо-двигательной установки, парашютная система дала сбой, приведший к разбитию ракеты при приземлении. Набранная высота и причина крушения были установлены при помощи установок во второй части ракеты. Первая часть была найдена лишь 8 лет спустя при рутинном обходе локации.

### Stratos II+
Stratos II+ была самым большим проектом DARE на то время и должна была достигнуть высоты 50 км, однако изменения в дизайне ракеты привели к тому, что эта цель так и не была достигнута. Stratos II+ была успешно запущена 16 Октября 2015 года в El Arenosillo, локации Instituto Nacional de Técnica Aeroespacial, недалеко города Sevilla. Ракета достигла 21.5 км, вновь устанавливая рекорд высоты студенческих ракет. Изначальный проект Stratos II не был запущен в 2014 году, после чего ряд изменений в дизайне привел к появлению Stratos II+.

### Stratos III
Stratos III стал последователем ракеты Stratos II+, призванным вернуть организации рекорд высоты среди студенческих организаций в Европе, который был побит немецкой командой HyEnD.
Stratos III должен был взлететь 16 июля 2018 года, однако по ряду причин запуск переносился несколько раз. Финальная попытка запуска состоялась 25 Июля в 23 часа по местному времени (местом запуска вновь стал испанский комплекс El Arenosillo. При благоприятных погодных условиях запуск продолжал задерживаться по техническим причинам. Взлёт состоялся 26 Июля в 3:30 ночи. После успешного запуска аномалия на 20 секунде полёта привела к потере ракеты. Причины крушения исследуются внутри DARE при помощи Instituto Nacional de Técnica Aeroespacial.

### Stratos IV
Осенью 2018 года DARE приступила к разработке Stratos IV, модифицированной версии Stratos III в попытке стать первой студенческой организацией в мире, которая выведет ракету на высоту более 100 километров, являющуюся общепринятой границей космического пространства.